# کریسمس در گم و گور آباد
خوکِ کریسمس یا کریسمس در گم و گور آباد (انگلیسی: The Christmas Pig) یک رمان افسانه‌ای دربارهٔ کریسمس نوشته جی. کی. رولینگ و تصویرگری جیم فیلد است؛ این کتاب در اکتبر ۲۰۲۱ منتشر شد. پس از انتشار، این کتاب نقدهای مثبتی دریافت کرد و با فروش بالا در آمازون تبدیل به یکی از پرفروش‌ها شد.